# جيفري ك. توماس
جيفري ك. توماس (بالإنجليزية: Jeffrey C. Thomas)‏ هو سياسي أمريكي، ولد في 1940، وتوفي في 16 سبتمبر 2009. حزبياً، نشط في الحزب الديمقراطي.